# Parandra capicola
Parandra capicola är en skalbaggsart som beskrevs av Thomson 1860. Parandra capicola ingår i släktet Parandra och familjen långhorningar. Inga underarter finns listade i Catalogue of Life.